# Crematogaster wellmani
Crematogaster wellmani är en myrart som beskrevs av Auguste-Henri Forel 1909. Crematogaster wellmani ingår i släktet Crematogaster och familjen myror.

## Underarter
Arten delas in i följande underarter:
- C. w. luciae
- C. w. weissi
- C. w. wellmani